# Municipio de Clayton (Dakota del Sur)
El municipio de Clayton (en inglés, Clayton Township) es un municipio del condado de Hutchinson, Dakota del Sur, Estados Unidos. Tiene una población estimada, a mediados de 2022, de 65 habitantes.
Abarca una zona exclusivamente rural.

## Geografía
Está ubicado en las coordenadas 43°26′24″N 97°41′39″O / 43.44000, -97.69417. Según la Oficina del Censo de los Estados Unidos, tiene una superficie total de 124.74 km², de los cuales 124.65 km² corresponden a tierra firme y 0.09 km² están cubiertos de agua.

## Demografía
Según el censo de 2020, en ese momento había 71 personas residiendo en la zona. La densidad de población era de 0.57 hab./km². La totalidad de la población eran blancos. No había hispanos o latinos viviendo en la región.